# Егзорцизам
Егзорцизам (грч. εξορκίζω - заклињати, обавезати, запоседнути неког; εξορμάω - истеривати, проваљивати, покренути) представља моћ, умеће или дар истеривања злих духова, бесова и ђавола из тела њима опседнутих људи. Присутно је у у верском систему многих религија.

## Егзорцизам у хришћанству
У хришћанству се верује да је овај дар Исуса Христа, позивајући се на Светог Духа и уз призивање Божије помоћи пренео на своје ученике - апостоле.
Све до III века егзорцизмом су се могли бавити сви хришћани без разлике, а од тог времена само свештеници који су га вршили како над верницима тако и над катихуменима и изопштеним из Христове вере. Очито је да се егзорцизам састојао из неке врсте посебне молитве над људима оболелим од каквог психичког поремећаја или психијатријске болести (бесни, месечари, падавичари) уз истовремено полагање руку на њих. 
Судећи по старозаветним и новозаветним списима, пропратне речи могле су гласити: „Господ да те укори, Сотоно“ или: „Господ нека ти запрети“. Егзорцизми у име Христово показују не само његову превласт над ђаволом као палим анђелом, већ у апостолским временима попримају и вид очигледне борбе против свих облика празноверја, магије, враџбина, надрилекарства и идолопоклонства.